# Deseti zagrebački korpus NOVJ-a
Deseti zagrebački korpus NOVJ-a je formiran 19. siječnja 1944. godine od 32. zagorske i 33. hrvatske divizije, Zapadne grupe NOP odreda (Zagrebački, Zagorski i Kalnički partizanski odred) i Trećeg diverzantskog bataljuna. Pri formiranju imao je ukupno 6.335 boraca. Prvi zapovjednik korpusa bio je Vladimir Matetić, a zatim Mate Jerković. Politički komesar bio je Ivan Šibl.
Zamjenik zapovjednika i načelnik bio je Nikola Kajić.
Formiranjem korpusa rasformiran je Štab Druge operativne zone Glavnog štaba NOV-a i PO-a Hrvatske, a njene nadležnosti je preuzeo Štab korpusa. Djelovao je u sjevernom dijelu Hrvatske (tzv. Zagrebačka oblast), na terenu između Ilove, Drave, Slovenije i Save.
Od 16. travnja 1945. godine, nalazio se u sastavu Treće armije JA.

## Vanjske poveznice
- Deseti zagrebački korpus